# Philipp Bernhard von Viermund
Philipp Bernhard Freiherr von Viermund (* 1617; † 28. November 1639 in Bourges) war Domherr in Münster.

## Leben
Philipp Bernhard Freiherr von Viermund entstammte dem niederrheinischen Adelsgeschlecht Virmond-Neersen und war der jüngste Sohn des Freiherren Johann von Viermund (1588–1632, kaiserlicher Generalwachtmeister) und dessen Gattin Johanna Maria von Vlodrop. Am 27. Juni 1637 wurde er für die Dompräbende seines ältesten Bruders Adrian Wilhelm (1613–1681, General und Diplomat), der verzichtet hatte, präsentiert. Mit der Aufschwörung am 28. Juli 1637 nahm Philipp diese Präbende in Besitz. Er studierte an der Universität Bourges. Hier starb er an der grassierenden Pest. Seine Präbende fiel an Johann Dietrich Raitz von Frentz.